# Podnoszenie ciężarów na Letnich Igrzyskach Olimpijskich 2004 – waga średnia kobiet
Rywalizacja w wadze do 63 kg kobiet w podnoszeniu ciężarów na Letnich Igrzyskach Olimpijskich 2004 odbyła się 18 sierpnia w Hali Olimpijskiej Nikea. W rywalizacji wystartowało 9 zawodniczek z 8 krajów. Tytułu sprzed czterech lat nie obroniła Chinka Chen Xiaomin, która tym razem nie startowała. Nową mistrzynią olimpijską została Ukrainka Natalija Skakun, srebrny medal wywalczyła Hanna Baciuszka z Białorusi, a trzecie miejsce zajęła jej rodaczka - Tacciana Stukaława.

## Wyniki
| Pozycja | Zawodnik           | Reprezentacja    | Grupa | Waga  | Rwanie | Rwanie | Rwanie | Podrzut | Podrzut | Podrzut | Wynik |
| Pozycja | Zawodnik           | Reprezentacja    | Grupa | Waga  | 1      | 2      | 3      | 1       | 2       | 3       | Wynik |
| ------- | ------------------ | ---------------- | ----- | ----- | ------ | ------ | ------ | ------- | ------- | ------- | ----- |
| 1. !    | Natalija Skakun    | Ukraina          | A     | 61,59 | 100,0  | 105,0  | 107,5  | 125,0   | 135,0   | —       | 242,5 |
| 2. !    | Hanna Baciuszka    | Białoruś         | A     | 62,87 | 105,0  | 110,0  | 115,0  | 120,0   | 120,0   | 127,5   | 242,5 |
| 3. !    | Tacciana Stukaława | Białoruś         | A     | 62,90 | 95,0   | 100,0  | 100,0  | 115,0   | 120,0   | 122,5   | 222,5 |
| 4       | Hayet Sassi        | Tunezja          | A     | 62,50 | 95,0   | 100,0  | 100,0  | 120,0   | 120,0   | 120,0   | 215,0 |
| 5       | Kim Su-gyeong      | Korea Południowa | A     | 62,96 | 92,5   | 92,5   | 97,5   | 122,5   | 132,5   | 132,5   | 215,0 |
| 6       | Nguyễn Thị Thiết   | Wietnam          | A     | 61,15 | 85,0   | 90,0   | 95,0   | 110,0   | 115,0   | 117,5   | 205,0 |
| 7       | Leila Lassouani    | Algieria         | A     | 62,47 | 85,0   | 90,0   | 92,5   | 115,0   | 120,0   | 120,0   | 200,0 |
| —       | Anastasia Tsakiri  | Grecja           | A     | 62,08 | 97,5   | 97,5   | 97,5   | 117,5   | 117,5   | 117,5   | —     |
| —       | Karnam Malleswari  | Indie            | A     | 62,83 | 100,0  | —      | —      | —       | —       | —       | —     |